# 미겔 로페스 데 레가스피

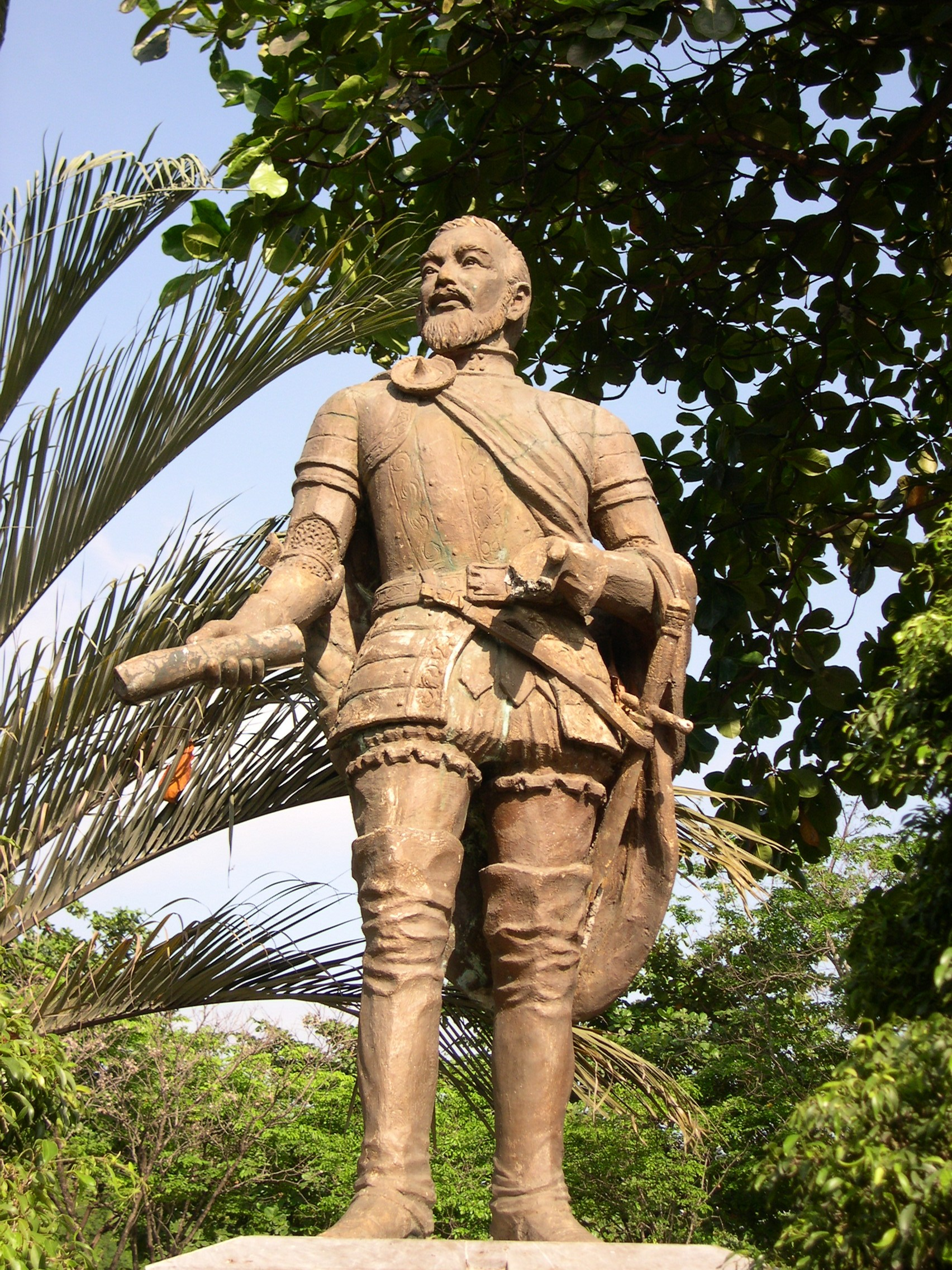
로페스 데 레가스피

미겔 로페스 데 레가스피(스페인어: Miguel López de Legazpi [miˈɣel ˈlopeθ ðe leˈɣaθpi][*]; 바스크어: Miguel Lopez Legazpi: 1502년 - 1572년 8월 20일)는 1571년에 필리핀 제도를 정복하여 초대 필리핀 총독이 된 스페인의 정복자이다.
일명 "엘 아델란타도(El Adelantado, 아델란타도는 정복지의 통치권을 가진 사령관)" 또는 "엘 뷔에호(El Viejo, 노장)"라고도 불렸다.

## 생애
1502년 미겔 로페스 데 레가스피는 스페인 바스크의 기푸스코아 주에 있는 작은 마을, 스마라가(Zumarraga)에서 현지 귀족 돈 후안 마르티네스 로페스 데 레가스피(Don Juan Martínez López de Legazpi)와 엘비라 구루차테기(Elvira Gurruchategui) 사이의 막내 아들로 태어났다.
1526년부터 1527년 사이 로페스 데 레가스피는 고향 마을의 지방 자치 단체 의원회 의원으로 활동했다. 1528년, 에르난 코르테스(Hernan Cortes)가 멕시코에 정착촌을 건설한 후 로페스 데 레가스피는 멕시코에 만들어진 스페인의 식민지 "누에바 에스파냐"에서 새로운 생활을 시작했다. 이것은 그의 부모님이 돌아가시고 그 가족의 재산을 모두 형이 상속 버린 것에 대한 불만도 있었다. 누에바 에스파냐의 틀락스칼라 주(Tlaxcala de Xicohténcatl)에서 그는 후안 가루세스와 그 여동생 이사벨 가루세스와 함께 일했다. 그 후 로페스 데 레가스피는 이사벨과 결혼하여 9명의 아이를 낳았다. 이사벨은 1550년대 중반에 사망했다.
1528년부터 1559년 사이 레가스피는 재무 부서 평의회 의장으로 멕시코 시티의 시장으로 일했다. 그리고 1564년 초에 부왕 루이스 데 벨라스코(Luis de Velasco)는 레가스피에게 태평양으로 출항하여 향료 제도(말루쿠 제도)에 대한 전략에 지휘를 맡길 것을 약속했다. 향료 제도는 고가의 향신료를 생산하는 선망의 장소이며, 1521년에는 페르디난드 마젤란이, 1543년에는 루이 로페즈 드 비야로보스(Ruy López de Villalobos)가 스페인 함대를 이끌고 태평양을 횡단하여 섬에 도달했으나, 인도 주위의 포르투갈인에 의해 먼저 정복되었다.
이 전략은 스페인 왕 펠리페 2세(비야로보스는 1543년 탐사에서 왕세자 시절 그를 기리기 위해 현재 필리핀을 펠리페나스(Felipenas)라고 명명했다)에게 주문한 것이었다. 1564년 7월 부왕이 사망하자, 부왕의 아래에 있던 아우디엔시아(audiencia, 사법관)와 레가스피는 원정 준비를 완료했다. 1564년 11월 21일 새벽, 5척으로 이루어진 함대와 500명의 무장 군인, 성 아우구스티노(Augustino) 수도회의 수도사, 항해사 안드레스 데 우르다네타(Andres de Urdaneta)와 프란체스코 수도사를 데리고, 레가스피는 현재 멕시코 서해안 알리스코 주의 바라 데 나비다드(Barra de Navidad) 항구를 출항했다.

## 필리핀
로페스 데 레가스피와 부하들은 93일에 걸쳐 태평양을 항해했다. 1565년 초, 그들은 마리아나 제도에 상륙하여 단기간 정박하며 물자를 보급했다. 그들은 차모로 인과 다툼을 벌여 일부 가옥을 전소시켰다.
로페스 데 레가스피 일행이 필리핀에 도달하여 세부(Cebu) 해안에 상륙한 것은 1565년 2월 13일이었다. 현지인과의 짧은 전투 후, 그들은 일단 섬을 떠나고 가까운 레이테섬과 카미긴섬(Camiguin Island)을 돌아다닌 후 3월 16일에 보홀섬 해안에 상륙했다. 그들은 현지인들에게 자신들이 섬을 빼앗으러 온 포르투갈인이 아니라고 설득하고, 향신료와 황금을 얻었다. 로페스 데 레가스피는 현지 수장(다투) 시카투나와 혈맹을 맺었다. 서로 팔을 잘라 피를 흘려 가득 넣어 마시고 서로의 우정의 증거로 한 것이다.
4월 27일, 로페스 데 레가스피 일행은 세부로 돌아왔다. 섬의 동쪽에 있는 스구보(현 세부)를 다스리는 사람은 일찍이 마젤란이 와서 기독교로 개종시킨 라자 후마본 왕의 아들 라자 투파스였지만, 로페스 데 레가스피는 군인들에게 마을을 공격시켜 파괴했다. 여기에서, 그들은 필리핀에서 최초의 정착촌인 〈비야 델 산티시모 놈브레 데 헤수스〉(Villa del Santisimo Nombre de Jesús, 예수의 가장 거룩한 이름의 마을)와 〈비야 데 산 미겔〉(Villa de San Miguel, 성 미카엘 마을)을 건설했다. 7월, 증원을 요청하여 개척하기 위해 로페스 데 레가스피는 안드레스 데 우루다네타르를 데리고 멕시코에 복귀했다.
1567년, 스페인 왕의 명령으로 원래 200명의 스페인인과 멕시코 군인이 세부섬에 도착했다. 그들은 정착민 도시를 만든 후에 루사 데 산 페드로(싼 페드로 요새)를 쌓아 멕시코와의 무역 전초기지로, 또한 적대적인 현지인들의 반란에 대비했다. 이것은 지금도 세부시 해안에 세워져 있다.
1568년, 로페스 데 레가스피는 부하 한 명을 스페인에 파견하여 성과를 보고 했다. 로페스 데 레가스피 자신은 건강 문제와 노령으로 세부에 남았으며, 이후 마닐라 정복 때도 작전에 동행하지 못했다. 당시 그는 북방 루손섬이 마닐라에 붙어 있다는 것을 듣고, 두 명의 부관, 마르틴 데 고이티(Martín de Goiti)와 후안 데 살세도(Juan de Salcedo)를 북부 지역으로 보내 탐사하게 했다.

### 마닐라
1569년 말 마르틴 데 고이티가 이끄는 300명의 스페인 병사, 기병, 수 명의 현지 병사들이 세부를 출발하여, 필리핀 중부 비사야 제도 북부 탐사를 시작했다. 그들은 파나이섬에 도달하여 민도로섬에서 중국 무역상과 만나 서로 싸우게 되었다. 고이티와 살세도는 민도로섬 동쪽 해안의 중국인 해적들과 싸워 그들을 격파하고 섬 밖으로 내쫓았다. 스페인 식민지 사람들은 후에이 해안에 정착촌을 건설했다.
1570년 5월 8일, 스페인 식민지 사람들은 마닐라에 도착하여 마닐라에 들어갔지만, 중국과 동남아시아와 교역하는 마닐라 항구의 규모와 풍요로움을 보고 압도되었다. 현지 무슬림인들은 그들 일행을 환영했다. 이곳의 무슬림 왕 라자 술리만(Rajah Suliman)과 동맹을 맺기 위해 왔다는 것을 가장하는 동안 고이티의 병사들은 마닐라 교외에서 몇 주 주둔했다. 일부러 주둔지를 조성한 것은 현지인을 속여 그들의 방문 및 숙박이 단기간에 지나지 않는다는 것을 속이기 위함이었다.
5월 24일, 스페인인들과 현지인들 사이에 전쟁이 일어났다. 이를 계기로, 스페인 병사들은 마닐라 근교의 톤도(Tondo)에 있던 무슬림 거주 지역과 마닐라 지역으로 진군, 술리만의 병사들과의 전투가 시작되었다. 중무장한 스페인 병사는 술리만의 병사를 물리치고 일대를 제압했다. 이렇게 마닐라는 스페인에 의해 정복되었다.
같은 무렵 원군이 멕시코에서 세부에 도착했지만, 이에 자극 받은 레가스피는 세부를 떠나기로 했다. 그는 250명의 스페인 병사와 600명의 현지인 병사를 데리고 레이테(Leite) 섬과 파나섬을 전전했다. 레가스피는 고이티와 살세도가 마닐라를 정복했다는 소식을 듣고 그들의 뒤를 쫓아, 다음해 1571년 마닐라에 도착했다.
마닐라에서 레가스피는 현지 무슬림 공동체위원회, 라자 술리만, 마탄다, 라칸듀라 등 현지 유력자들과 평화 조약을 맺었다. 양자는 2명의 시장, 12명의 평의원과 1명의 위원장으로 구성된 마닐라시 위원회를 구성하기로 합의했다. 로페스 데 레가스피는 1571년 7월 24일, 마침내 영구적인 마닐라 정착촌을 설립했다. 그리고 성벽 도시 인트라무로스(intramuros)의 건설도 지시했다. 그는 이 도시가 필리핀의 수도이며, 서태평양의 스페인 정부의 영구 영토가 되었다고 선언했다.
성 아우구스티노 수도회와 프란체스코 선교사의 조력에 의해, 그는 필리핀에 정부를 수립했다. 그는 첫 번째 필리핀 총독이 되어, 현지인을 로마 가톨릭으로 개종시켰다. 그의 지배에 반항하는 자들은 고문을 받고 처형되었지만, 그들을 지원한 이들은 공적을 인정하여, 엔코미엔다(encomienda) 제도에 의해 엔코멘데로(encomendero)에 임명되었다. 그들은 토지와 현지인을 파견하여 현지인의 기독 교화 및 보호를 하는 대신, 이들에게 노역을 시키고 세금을 징수할 수 있는 권리를 얻었다.

## 만년
로페스 데 레가스피는 1572년 마닐라에서 심장 마비로 죽을 때까지 1년 동안 식민지를 통치했다. 그는 정복 활동 동안 개인 자산의 대부분을 이렇게 썼기 때문에 빈곤과 파산을 겪었으며, 그가 죽었을 때는 몇 페소 밖에 남겨지지 않았다. 로페스 데 레가스피의 시신은 이후 인트라무로스 산 아우구스틴 교회에 안치되었다. 1574년 스페인 왕으로부터 마닐라 시에 "유명하고 영원히 충실한 스페인 도시(Insigne y Siempre Leal Ciudad de España)"라는 칭호가 주어졌지만, 그 축제가 성대하게 개최되는 것을 보지 못했다.
로페스 데 레가스피는 죽음을 때까지 필리핀을 구성하는 삼대 지구(루손섬, 주변 비사야 제도, 민다나오 지역) 중 민다나오 남부 이외 지역은 모두 스페인의 지배 하에 들어가 있었다. 그 후 256년 동안 필리핀은 누에바 에스파냐(멕시코)의 식민지가 되었다.

## 편지
만년에 로페스 데 레가스피는 그가 완수한 탐사활동 및 그 정복기를 쓴 편지를 펠리페 2세에게 여러 통 썼다. 이 서한은 "Cartas al Rey Don Felipe II : sobre la expedicion, conquistas y progresos de las islas Felipinas"로 총칭되고 있다. 이것들은 지금도 세비야에 있는 동서 인도 정복에 관한 문서 저장소에 보관되고 있다.

## 같이 보기
- 스페인령 필리핀 총독
- 인트라무로스